# Parafia św. Stanisława Kostki w Kwaczale
Parafia św. Stanisława Kostki w Kwaczale – parafia rzymskokatolicka należąca do dekanatu Babice archidiecezji krakowskiej w Kwaczale. 
Została erygowana przez kardynała Franciszka Macharskiego w 1983 roku. Kościół parafialny w Kwaczale został konsekrowany przez abp. Stanisława Dziwisza w 2005 roku.
Od 20 sierpnia 2023 roku proboszczem parafii jest ks. Marcin Bętkowski.

## Proboszczowie
Źródło::
| imię i nazwisko       | daty urzędowania                                                                                 |
| --------------------- | ------------------------------------------------------------------------------------------------ |
| ks. Stanisław Stopka  | od 1 września 1983 r. do 4 lutego 2013 r. (od 30 czerwca do 31 sierpnia 1983 r. rektor kościoła) |
| ks. Marian Pietraszko | od 11 lutego 2013 r. do 30 czerwca 2019 r.                                                       |
| ks. Mirosław Mężyński | od 1 lipca 2019 r. do 8 czerwca 2022 r.                                                          |
| ks. Mirosław Kubek    | od 15 czerwca 2022 r. do 18 sierpnia 2023 r.                                                     |
| ks. Marcin Bętkowski  | od 20 sierpnia 2023 r.                                                                           |